# KamAZ-4308
Der KamAZ-4308 (russisch КамАЗ-4308) ist ein Lastwagen aus der Produktion des KAMAZ-Werks in Nabereschnyje Tschelny. Das Fahrzeug wird seit 2004 in Serie gebaut und ist aktuell der leichteste Lastwagen des Herstellers ohne Allradantrieb.

## Fahrzeugbeschreibung

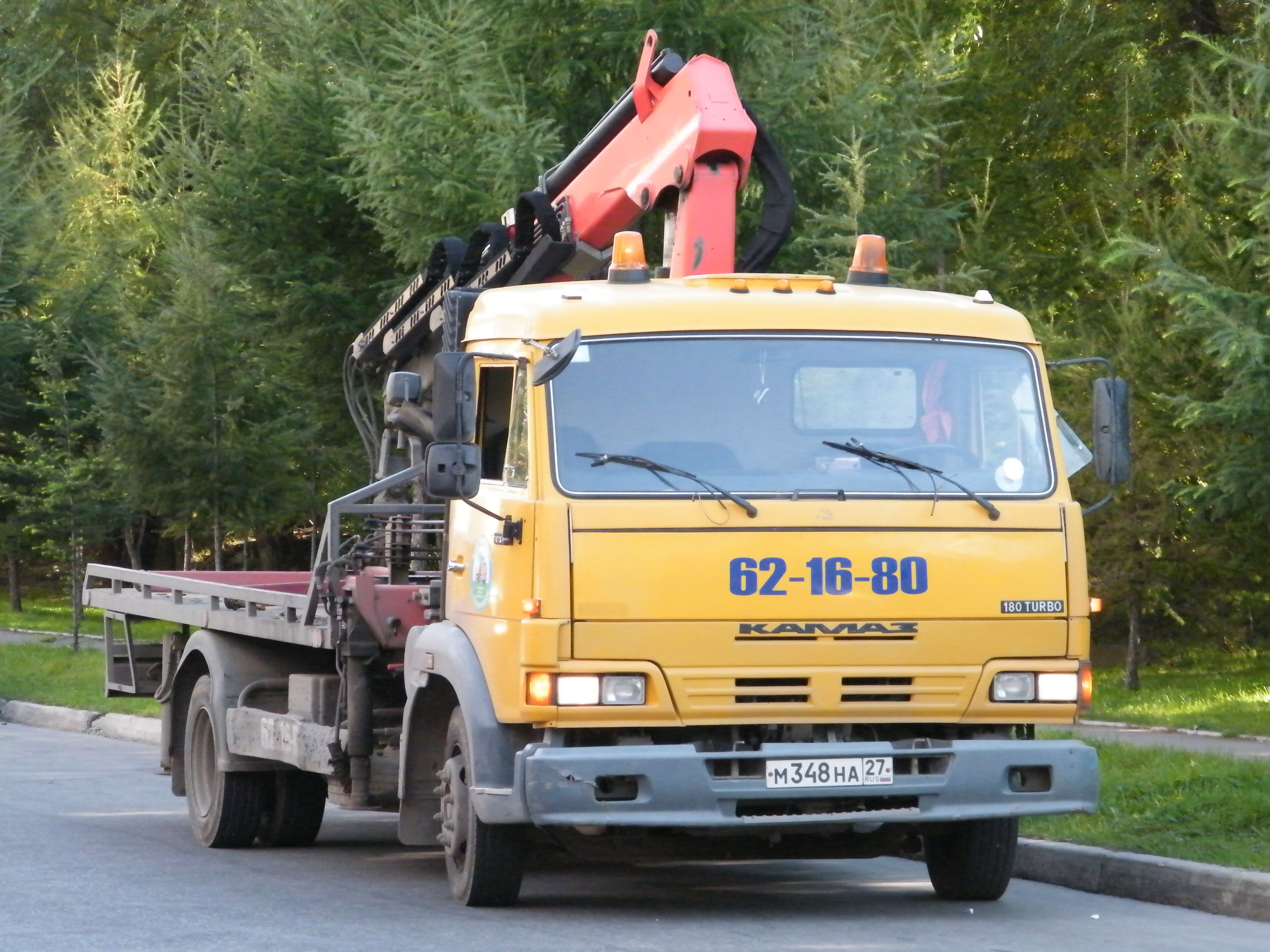
KamAZ-4308 als Abschleppfahrzeug (2013)

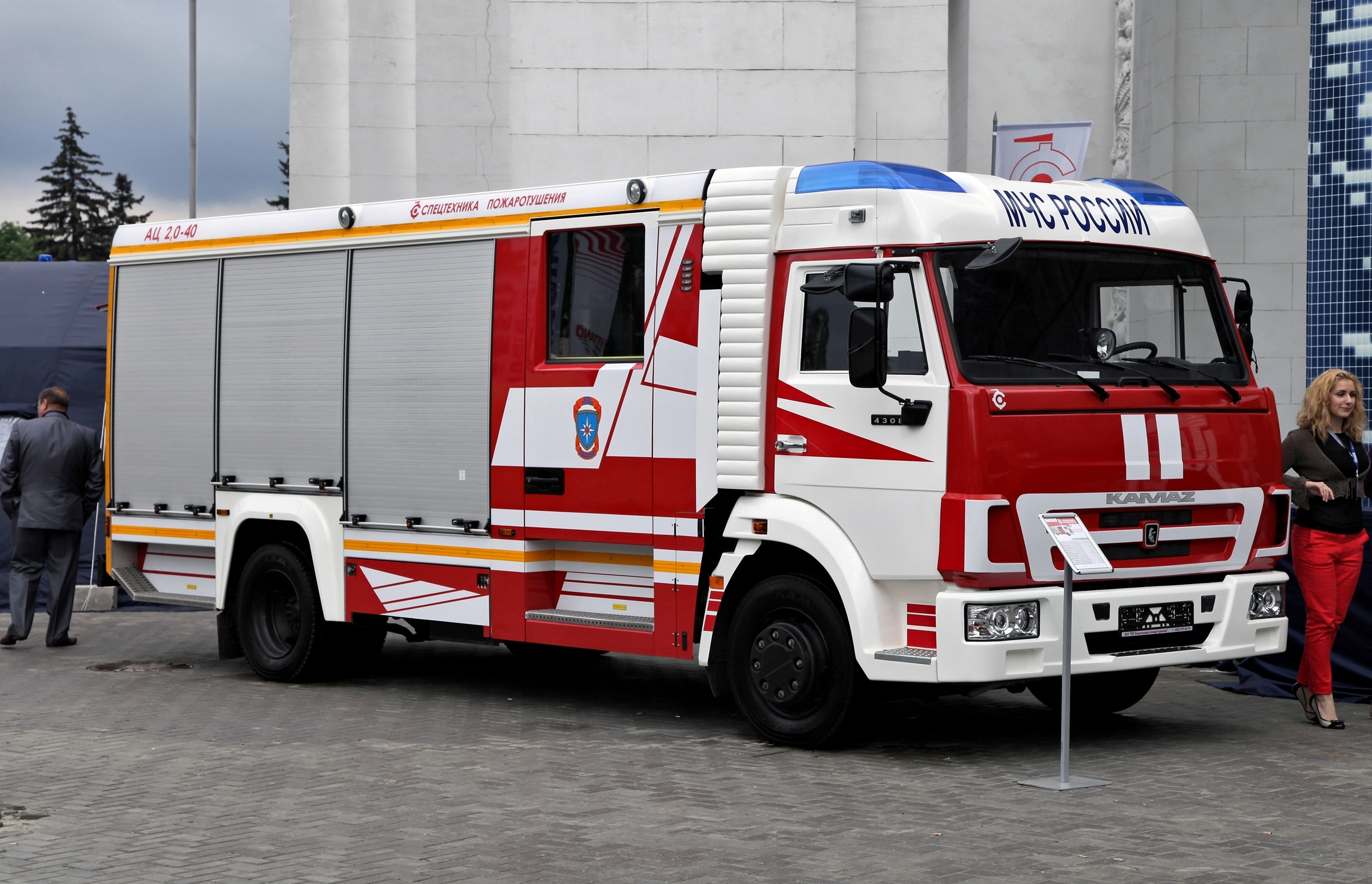
Feuerwehrfahrzeug AZ-2,0-40 auf Basis des KamAZ-4308 (2012)

Aufgrund des starken Produktionsrückgangs eines der größten sowjetischen Lastwagenhersteller, dem Sawod imeni Lichatschowa, nach dem Zusammenbruch der Sowjetunion tat sich eine Marktlücke im Bereich der mittelschweren Lastwagen auf. Zuerst reagierte das Minski Awtomobilny Sawod und brachte den MAZ-4370 Ende der 1990er-Jahre auf den Markt. KAMAZ stellte 2003 als Antwort den KamAZ-4308 vor.
Im Jahr darauf begann die Serienfertigung. Bis 2008 stiegen die Produktionszahlen auf je zirka 1000 Fahrzeuge pro Jahr, 2009 brach der Absatz aufgrund der Finanzkrise ein. Die nachfolgende Tabelle zeigt die Anzahl der gebauten Lkw zwischen 2004 und 2010.
| Produktionsjahr | 2004 | 2005 | 2006 | 2007 | 2008 | 2009 | 2010 |
| --------------- | ---- | ---- | ---- | ---- | ---- | ---- | ---- |
| Stückzahl       | 133  | 346  | 855  | 1138 | 977  | 699  | 834  |

Im Laufe der Bauzeit wurden verschiedene Dieselmotoren mit Leistungen zwischen 140 und 242 PS verbaut. Die Motoren stammten sowohl aus hauseigener Fertigung von KAMAZ als auch von US-amerikanischen Zulieferern wie Caterpillar und Cummins Engine. Mit Stand 2016 werden nur Motoren von Cummins verbaut, dazu aus Deutschland zugekaufte Getriebe von ZF Friedrichshafen. In der Vergangenheit wurden auch von KAMAZ selbst gebaute Getriebe in die Fahrzeuge eingebaut. Außerdem bietet der Hersteller das Fahrzeug in verschiedenen Längen an.

## Technische Daten
Die hier aufgeführten Daten gelten für Fahrzeuge vom Typ KamAZ-4308, wie sie der Hersteller Mitte 2016 anbietet. Über die Bauzeit hinweg und aufgrund verschiedener Modifikationen an den Fahrzeugen können einzelne Werte leicht schwanken.
- Motor: Viertakt-R6-Dieselmotor
- Motortyp: Cummins ISB6.7e4 245
- Leistung: 242 PS (178 kW)
- maximales Drehmoment: 925 Nm
- Hubraum: 6,7 l
- Abgasnorm: EURO 4
- Tankinhalt: 210 l
- Getriebe: manuelles Sechsgang-Schaltgetriebe
- Getriebetyp: ZF 6S1000 von ZF Friedrichshafen
- Höchstgeschwindigkeit: 100 km/h
- Antriebsformel: 4×2
- Bordspannung: 24 V
- Lichtmaschine: 28 V, 2000 W
- Batterie: 2 × 190 Ah, 12 V, in Reihe verschaltet

Abmessungen und Gewichte
- Länge: 7400 oder 8450 mm
- Breite: 2550 mm
- Höhe: maximal 3730 mm
- Radstand: zwei Varianten, 4100 und 4700 mm
- Innenabmessungen der Ladefläche (L × B × H): 5162 mm × 2470 mm × 730 mm, bei langem Radstand auch 6112 mm Länge
- Leergewicht: 6020 kg
- Zuladung: 5730 kg
- zulässiges Gesamtgewicht: 11.900 kg
- maximale Achslast vorne: 4350 kg
- maximale Achslast hinten: 7550 kg
- maximal befahrbare Steigung: 25 %